# Norbert Lammert
Norbert Lammert (Bochum, 16 novembre 1948) è un politico tedesco, membro dell'Unione Cristiano Democratica (CDU) e presidente del Bundestag dal 2005 al 2017.

## Biografia
Conseguì l'abitur nel 1967. Fra il 1967 ed il 1969 offrì servizio militare nella Bundeswehr. Fra il 1969 ed il 1975 studiò scienze politiche, sociologia, storia moderna e socioeconomia presso l'Università della Ruhr a Bochum e l'Università di Oxford. Nell'ultimo anno di studi ottenne un dottorato in scienze sociali.
Iscritto al CDU dal 1966, fu eletto al Bundestag nel 1980. Nel 2001 è diventato presidente della Konrad-Adenauer-Stiftung e, nel 2005, è stato eletto presidente del Bundestag.